# 天樽增四
雙子座52，又名BD+25 1618，HD 55621、SAO 79199、HR 2725，是雙子座的一颗恒星，视星等为5.82，位于銀經192.7，銀緯15.88，其B1900.0坐标为赤經7h 8m 35s，赤緯+25° 15.88′ 31″。